# 2 Andromedae
Désignations
2 Andromedae (en abrégé 2 And) est une étoile binaire de la constellation boréale d'Andromède, situé à environ 420 années-lumière du Soleil.
L'étoile principale est de type spectral A1V, l'étoile compagnon a un type spectral compris entre F1V et F4V. La période orbitale est de près de 74 années.

## Histoire
La binarité de 2 Andromedae a été découverte en 1889 par l'astronome américain S. W. Burnham (1838-1921) à l'observatoire Lick.